# Score!
Score! är det svenska punkbandet Candysucks debutalbum, utgivet på Startracks 1997.

## Låtlista
Där inte annat anges är låtarna skrivna av Candysuck.
1. "Popcorn" – 2:11
2. "Leach" – 2:33
3. "Puppy Dog" – 3:35
4. "Storyteller" – 2:07
5. "Heavy Metal Ballad" – 3:44
6. "Burn" – 3:13
7. "Never Trust a..." – 2:21
8. "Inferno" – 4:09
9. "Scratch" – 2:45
10. "My Mistake" – 3:48
11. "Gouge Away" – 2:15 (Black Francis)
12. "Christmas Eve Assassination" – 5:40

## Medverkande
- Erik Bergman – klarinett
- Marit Bergman – sång, gitarr
- Daniel Bergstrand – producent, inspelningstekniker
- Peter in de Betou – mastering
- Anna-Lena Carlsson – trummor
- Jaan Orvet – foto
- Maria Sahlin – bas
- Rickard Sporrong – inspelning, mixning
- Nathalie Stern – sång
- Nettis Wisén – gitarr
- Brita Zilg – artwork

### Fotnoter
1. ↑  ”Score!”. Svensk Mediedatabas. http://smdb.kb.se/catalog/search?q=candysuck+typ%3Afonogram&sort=OLDEST. Läst 14 september 2012.
2. ↑  ”Score!”. Discogs.com. http://www.discogs.com/Candysuck-Score/release/1485125. Läst 14 september 2012.